# Graeme Le Saux
Graeme Pierre Le Saux (* 17. Oktober 1968 in Harrow, London) ist ein ehemaliger englischer Fußballspieler. Als zweikampfstarker, antrittschneller und offensiv ausgerichteter linker Außenverteidiger, der auch im linken Mittelfeld und als Außenstürmer eingesetzt werden konnte, gewann der 36-fache englische Nationalspieler mit den Blackburn Rovers 1995 die Premier League und drei Jahre später mit dem FC Chelsea den Europapokal der Pokalsieger (in dem er verletzungsbedingt jedoch fehlte). Bei der WM 1998 in Frankreich kam er in allen vier Partien bis zum Achtelfinalaus gegen Argentinien zum Einsatz.

## Sportlicher Werdegang

### Vereinskarriere

#### FC Chelsea, Teil 1 (1987–1993)
Der im Londoner Bezirk Harrow geborene Le Saux verbrachte den Großteil seiner Jugend auf der Kanalinsel Jersey – der französische Nachname wurde ihm von dem aus der Bretagne stammenden Ururgroßvater, den es 1875 nach Jersey verschlagen hatte, vererbt. Beim auf Jersey ansässigen Verein St. Paul’s sammelte er erste Erfahrungen im organisierten Fußball und im Dezember 1987 wechselte er zum FC Chelsea. Maßgeblich verantwortlich dafür war Chelseas damaliger Trainer John Hollins gewesen, der Le Saux bei einem Turnier auf der Insel entdeckt hatte.
Zu seinem ersten Profiligaeinsatz kam La Saux jedoch erst am letzten Spieltag der Saison 1988/89 unter Hollins’ Nachfolger Bobby Campbell per Einwechslung für Steve Clarke. Nach diesem sportlich wenig bedeutsamen Spiel gegen den FC Portsmouth – Chelseas Aufstieg als Zweitligameister hatte zu diesem Zeitpunkt bereits festgestanden – und sieben Erstligaauftritten in der folgenden Saison 1989/90 erarbeitete er sich in der Spielzeit 1990/91 einen Stammplatz in der Mannschaft. Dabei begann er zumeist im linken Mittelfeld, wurde aber auch regelmäßig auf der gegenüberliegenden Seite eingesetzt. Besondere Aufmerksamkeit erregte er im Ligapokalviertelfinale gegen Tottenham Hotspur, als er den altgedienten Nationalspieler Terry Fenwick mit seiner Schnelligkeit häufig in Verlegenheit brachte. Dazu schoss er gegen Aston Villa den 1:0-Siegtreffer und beim 3:3 gegen Luton Town erzielte er nach zwischenzeitlichem 0:3-Rückstand den ersten Treffer zur Aufholjagd, wurde dann aber in derselben Partie für ein Revanchefoul vom Platz gestellt.
Zu Beginn der Saison 1992/93 fehlte Le Saux aufgrund einer Knöchelverletzung bis Mitte Oktober 1992 und Chelseas seit 1991 aktiver Cheftrainer Ian Porterfield zeigte sich anschließend unzufrieden mit dessen Offensivqualitäten. Le Saux, der sich zunehmend formschwach zeigte und besonders beim „Anspiel in die Spitze“ Probleme sowie eine gewisse Unerfahrenheit offenbarte, wurde nun häufiger ausgewechselt und als dies am Boxing Day 1992 gegen den FC Southampton erneut geschah, zeigte er offen seine Frustration, indem er sein Trikot auf den Boden warf und sich ein Wortduell mit Porterfield leistete. Nach einer vereinsinternen Sperre von einem Spiel kehrte Le Saux danach zwar wieder ins Team zurück, aber die Zeichen standen auf Abschied und so wechselte er im März 1993 für 700.000 Pfund zu den Blackburn Rovers.

#### Blackburn Rovers (1993–1997)
In Anbetracht seines Rufs als verhältnismäßig großes Talent im englischen Fußball überraschte die geringe Ablösesumme in Höhe von 700.000 Pfund, ungeachtet dessen, dass dazu der (wenig bekannte) Stürmer Steve Livingstone in die entgegengesetzte Richtung von Blackburn zu Chelsea wechselte. Le Saux übernahm von dem verletzten Alan Wright sofort den Posten des Linksverteidigers und überzeugte schnell mit gutem Stellungsspiel, Zweikampfstärke, Schnelligkeit und präzisen Flanken – dadurch katapultierte er sich auch binnen eines Jahres in die englische A-Nationalmannschaft. Er war integraler Bestandteil der Mannschaft, die 1995 die englische Meisterschaft gewann. Dabei schoss er drei Tore, darunter zur Jahreswende zwei Freistoßtreffer gegen Manchester City und West Ham United, und am Ende wurde er in die Premier-League-Mannschaft des Jahres („PFA Team of the Year“) gewählt.
Nach dem großen Erfolg geriet die anschließende Saison 1995/96 für Le Saux zu einer Katastrophe. Sie begann mit einer Bänderverletzung im September 1995, die ihn einen Monat lang außer Gefecht setzte. Kurz nach seiner Rückkehr stritt er sich in der Champions League gegen Spartak Moskau offen mit seinem Mannschaftskameraden David Batty, bevor er Mitte Oktober 1995 gegen den FC Middlesbrough bei einer Drehbewegung im Rasen stecken blieb und sich dabei gleichsam den rechten Knöchel und das Wadenbein brach; dazu rissen Bänder im Fuß. Die Saison war damit für ihn vorzeitig beendet und auch an der Euro 1996 im eigenen Land konnte er nicht teilnehmen.
Le Saux feierte Ende Oktober 1996 sein Comeback und erlangte überraschend schnell seine alte Form (und auch seinen Platz in der Nationalmannschaft) zurück. Angesichts des sportlichen Abwärtstrends, der die Blackburn Rovers in die untere Tabellenhälfte verschlug, zeigte er sich jedoch zunehmend unzufrieden und in der Folge wurde er gar zeitweise aus dem Team suspendiert. Zwar zeigte er gegen Saisonende noch einmal gute Leistungen auf der linken Abwehr- oder Mittelfeldseite, aber im August 1997 nahm er die Gelegenheit zur Rückkehr zum FC Chelsea wahr. Die „Blues“ wendeten dafür fünf Millionen Pfund auf und setzten sich dabei Presseberichten zufolge gegen prominente Konkurrenz – darunter der FC Arsenal, Juventus Turin und der FC Barcelona – durch.

#### FC Chelsea, Teil 2 (1997–2003)
Bei Chelsea hatte sich Celestine Babayaro vier Tage vor Le Sauxs Verpflichtung das Bein gebrochen und nach dem vorangegangenen Verkauf von Scott Minto an Benfica Lissabon bestand im Team von Ruud Gullit ein Mangel an linken offensiven Außenverteidigern. Schnell fügte sich der Neuzugang in alter Umgebung ein und nach seinem ersten Ligator im September 1997 bei Crystal Palace (3:0) und erfolgreicher WM-Qualifikation mit England als Stammspieler sorgte eine Ellenbogenverletzung für eine anderthalbmonatige Zwischenpause. Am Ende der Saison 1997/98 wurde er zum zweiten Mal in seiner Laufbahn in die Erstligamannschaft des Jahres gewählt und mit dem heimischen Ligapokal errang er die erste Trophäe mit Chelsea. Dazu trug er wesentlich zum Gewinn des Europapokals der Pokalsieger bei, fehlte jedoch aufgrund von wiederkehrenden Wadenproblemen im Finale gegen den VfB Stuttgart (1:0).
Die Spielzeit 1998/99 war für Le Laux geprägt durch Höhen und Tiefen. Kurz nach einem schweren Foul an ihm in der Partie gegen Arsenal, für das Lee Dixon vom Platz gestellt worden war, erhielt er selbst im Spiel gegen den Ex-Klub aus Blackburn eine rote Karte, die eine Sperre von drei Begegnungen nach sich zog. Dazu kam eine persönliche Fehde mit Robbie Fowler vom FC Liverpool, der ihn im März 1999 mit obszönen Gesten provozierte und auf eine angebliche Homosexualität Le Sauxs – obwohl verheiratet und Familienvater – anspielte. Sportlich gesehen bildete er auf der linken Seite mit Babayaro ein effektives Duo und er bereitete den 1:0-Siegtreffer von Gustavo Poyet gegen Leeds United, der die Champions-League-Qualifikation einbrachte, per Flanke vor. Aufgrund einer schweren Knöchelverletzung stand Le Saux in der Saison 1999/2000 nur zehnmal in der Startelf und obwohl er von Babayaro und Jon Harley vertreten werden konnte, wurden seine Qualitäten im mittlerweile von Gianluca Vialli trainierten Team vermisst. Dessen ungeachtet waren die Blues auch ohne ihn in der Lage den FA Cup nach einem 1:0-Finalsieg gegen Aston Villa zu gewinnen.
Nach diesen persönlichen Enttäuschungen, darunter auch das zweite verpasste Europameisterschaftsendrundenturnier, kehrte er unter Chelseas neuem Trainer Claudio Ranieri als Ersatzkapitän in die Mannschaft zurück. Beim 3:3 gegen den amtierenden Meister Manchester United in Old Trafford bereitete er alle Treffer vor und kurz vor Spielende rettete er seinem Team auf der eigenen Torlinie das Remis. Für die nächsten Rückschläge sorgten kurz darauf eine rote Karte gegen den AFC Sunderland und Achillessehenprobleme, wodurch er sich in Chelseas sowieso schon lange Verletzungsliste einreihte und die wiederum maßgeblich für den vergleichsweise schwachen sechsten Abschlusstabellenplatz war. Nach seiner erneuten Rückkehr fand er weiter seinen Platz in der Mannschaft. Dabei behielt zwar Babayaro die linke Abwehrseite besetzt, aber im linken Mittelfeld war Le Saux in der Lage den Niederländer Boudewijn Zenden zu verdrängen. Während der Abwesenheit von Marcel Desailly führte er die Blues als Kapitän an, bevor Le Saux auch zum Ende der Saison 2001/02 Verletzungen plagten, die er anschließend in Deutschland behandeln ließ. In seiner letzten Saison 2002/03 für Chelsea agierte Le Saux auf verschiedenen Positionen und neben den angestammten linken Abwehr- und Mittelfeldeinsätzen tauchte er auch auf der rechten Seite oder direkt hinter den Stürmern auf. Als dann der FC Chelsea von Roman Abramowitsch übernommen wurde, spielte Le Saux in dem neuen Konzept keine Rolle mehr und im Juli 2003 wurde er gegen Wayne Bridge vom FC Southampton getauscht, wobei der FC Chelsea zudem noch sieben Millionen Pfund bezahlte.

#### FC Southampton (2003–2005)
Le Saux gelang es in Southampton auf Anhieb, den Stammplatz auf der linken Abwehrseite zu erobern, bevor ihn erneut eine Serie von Verletzungen zurückwarf und er insgesamt nur die Hälfte der Premier-League-Partien der Saison 2003/04 absolvierte. Die Einsatzzahl steigerte er in seiner letzten Karrierespielzeit 2004/05 noch einmal von 19 auf 25 Ligapartien. Dabei agierte er besonders nach dem Trainerwechsel zu Harry Redknapp im Dezember 2004 häufig im Mittelfeld und bildete dabei zumeist ein Duo mit dem Franzosen Olivier Bernard, ohne jedoch den Abstieg des Vereins in die Zweitklassigkeit verhindern zu können. Daraufhin gab Le Saux im Mai 2005 seinen Rücktritt bekannt.

### Englische Nationalmannschaft
Die Ankunft von Terry Venables als neuer englischer Nationaltrainer ging einher mit dem Beginn der Länderspielkarriere von Graeme Le Saux. Dank dessen gleichsam defensiver und offensiver Stärken auf der linken Abwehrseite ersetzte er als Neuling den vormals gestandenen Stammspieler Stuart Pearce, der fortan nur noch per Einwechslungen zum Zuge kam. Le Saux stand in den ersten acht Länderspielen der „Ära Venables“ in der Startelf – darunter war sein Debüt am 9. März 1994 gegen Dänemark (1:0). Dabei kam ihm zugute, dass England auf dem Weg zur Euro 1996 im eigenen Land aufgrund der automatischen Qualifikation kein Pflichtspiel zu bestreiten hatte und somit Venables Gelegenheit zu Experimenten hatte. Erst beim heimischen Umbro Cup Anfang Juni 1995 ließ Venables wieder Pearce an der Seite von drei Debütanten in der Viererabwehrkette spielen, aber für die letzten zwei der drei Turnierpartien kehrte Le Saux in das Team zurück. Dabei schoss er gegen Brasilien (1:3) den anfänglichen Führungstreffer, wobei dieses Tor sein einziges in der gesamten Laufbahn blieb. Die schwere Verletzung im Herbst 1995 sorgte dann jedoch dafür, dass er zunächst die gesamte Vorbereitung für die Europameisterschaft verpasste und wenige Wochen vor der Endrunde selbst seinen Verzicht verkündete. Damit machte er den Weg für Pearce frei, der an seiner Stelle die Position des englischen Linksverteidigers beim „Heimturnier“ einnahm.
Unter Venables’ Nachfolger Glenn Hoddle kehrte der wiedergenesene Le Saux Anfang 1997 ins englische Team zurück. Gleichsam als sogenannter „Wingback“ im Fünfermittelfeld vor einer Dreierabwehrkette oder als klassischer linker Außenverteidiger mit vier Abwehrspielern hatte er großen Anteil an der erfolgreichen Qualifikation zur WM 1998 in Frankreich, wozu in besonderem Maße das 0:0 in Rom gegen Italien zählte. Dadurch sicherte er sich seinen Stammplatz und bei der Endrunde selbst bestritt er bis zur Niederlage Englands im Achtelfinale gegen Argentinien nach verlorenem Elfmeterschießen alle vier Partien. Dabei blieb vor allem sein Fehler im zweiten Gruppenspiel gegen Rumänien kurz vor Ende in Erinnerung, als er beim Stand von 1:1 einen vermeintlich leichten Zweikampf gegen Dan Petrescu verlor und diesem damit den Siegtreffer ermöglichte.
In der folgenden Qualifikationsrunde zur Euro 2000 in den Niederlanden und Belgien vertraute Hoddle zunächst weiter auf Le Saux, bevor er im Anschluss an die Niederlage gegen Schweden (1:2) mit Andy Hinchcliffe und Phil Neville experimentierte. Kurz darauf ersetzte Kevin Keegan Hoddle und Le Saux kehrte ins Team zurück, bevor aber auch der neue Trainer Neville berief und dazu mit Sunderlands Michael Gray für weitere Konkurrenz sorgte. Keegans Bevorzugung der klassischen Viererkette kam Le Saux wenig entgegen, der seine Stärken besser als Wingback ausspielte. Als sich dazu weitere Verletzungsprobleme gesellten, wurden die Bewährungschancen immer seltener und auch die Euro 2000 verpasste er aufgrund seiner Blessuren. Bei der 0:1-Heimniederlage gegen Deutschland absolvierte er sein 36. und letztes Länderspiel, bevor der neue Nationaltrainer Sven-Göran Eriksson zunächst in Chris Powell und kurz darauf vor allem in dem jungen Ashley Cole einen neuen Stammlinksverteidiger fand.

## Aktivitäten nach der Fußballerkarriere
Nach seinem Rücktritt arbeitete Le Saux als Fußballexperte für die BBC und wirkte dabei in den Sendungen Match of the Day 2 und BBC Radio 5 Live mit. Als er seinen Kommentatorenplatz für die englischen Spiele bei der WM 2006 an Mark Lawrenson verlor, beendete er am 31. März 2006 seine Arbeit für die BBC.
2009 nahm er an der vierten Staffel der Eiskunstlaufshow Dancing on Ice teil.

## Titel/Auszeichnungen
- Europapokal der Pokalsieger (1): 1998
- Europäischer Supercup (1): 1998
- Englische Meisterschaft (1): 1995
- Englischer Ligapokal (1): 1998
- Charity Shield (1): 2000
- PFA Team of the Year (2): 1994/95, 1997/98